# Il cerchio (romanzo)
Il cerchio (The Circle) è un romanzo fantascientifico distopico del 2013 dello scrittore statunitense Dave Eggers, edito dalla casa editrice Vintage Books di New York. Nel 2017 è uscito il film The Circle, adattamento cinematografico del romanzo.

## Trama
In un futuro prossimo, la società di internet The Circle crea una rete di social network che metta in connessione più utenti possibile, perseguendo l'idea della trasparenza totale, presupposto per un mondo più sicuro e più sano. Tale scopo è messo in atto attraverso una serie di progetti ed esperimenti, alcuni dei quali terminano in modo tragico.
Protagonista della storia, narrata in terza persona, è Mae Holland. Assunta dalla società grazie alla sua amica Annie, ne diverrà in breve tempo uno dei membri più convinti e popolari. Man mano che la sua importanza cresce e aumenta il numero degli utenti che la seguono, Mae trova sempre più difficile rapportarsi con i familiari e gli amici che non condividono la direzione presa da The Circle, e se ne allontana per relazionarsi solo con i membri della società. È lei a pronunciare alcuni degli slogan del social network che ricorrono nel libro: "Secrets are lies", "Sharing is caring" e "Privacy is theft".

## Edizioni
- (EN) Dave Eggers, The circle: a novel, New York, Vintage Books, 2013, ISBN 978-0-345-80729-8, OCLC 871332827.